# Kirchdorf (bei Sulingen)
Kirchdorf ist eine Gemeinde in der Samtgemeinde Kirchdorf (Landkreis Diepholz, Niedersachsen). Sie liegt ungefähr 50 km südlich von Bremen und 10 km südlich von Sulingen.

## Geschichte

### Ursprung und Entwicklung
Kirchdorf gehörte zum Amt Uchte und war mit diesem zunächst unter der Herrschaft der Grafen von Hoya. Nach deren Aussterben 1582 fiel das Amt an die Landgrafen von Hessen-Kassel, durch den Wiener Kongress 1814 an das Königreich Hannover. 1885 wurde Kirchdorf dem Kreis Sulingen zugeschlagen, der 1932 mit dem Kreis Diepholz zum Landkreis Grafschaft Diepholz vereinigt wurde. Am 1. März 1974 wurden die Gemeinden Kuppendorf und Scharringhausen eingegliedert.

### Ortsnamen
Alte Bezeichnungen des Ortes sind um 1380 Karcktorpe, 1405 Kerckdorpe, 1520 Karcktorpp, 1530 Karcktorpp und 1628 Kerkdorf. Nach örtlicher Überlieferung soll der Ort seinen Namen der Kirche verdanken, die eine Gräfin von Hoya habe bauen lassen, nachdem man ihr weitergeholfen hatte, als ihr Reisewagen im Schnee steckengeblieben war. Es heißt, sie habe sich auf dem Wege zu ihrem Mann befunden, der zu der Zeit bei seinem Bruder, dem Bischof von Minden, Kriegsdienste leistete. Es könnte sich um Heinrich II. und seine Gemahlin gehandelt haben.

## Politik

### Gemeinderat
Der Gemeinderat umfasst 13 Mitglieder, die der Wählergemeinschaft Kirchdorf angehören (Stand: Kommunalwahl am 12. September 2021).

### Bürgermeister
Seit dem 5. März 2015 ist Holger Könemann ehrenamtlicher Bürgermeister der Gemeinde Kirchdorf. Gemeindedirektor war von 1974 bis 2004 Armin Tiemann.
ehemalige Amtsinhaber:
- 1974–1991: August Hormann
- 1991–2006: Günter Sprick
- 2006–2015: Franz Böckmann

### Wappen
Wappenbeschreibung
„Schräggeteilt durch einen golden Wellenbalken von Blau und Rot, oben eine golden Kirche, unten eine goldene Brunnenschale mit sprudelnder Quelle. Der Wellenbalken ist mit drei schräggestellten blauen Pflugscharen belegt.“
Wappenbegründung
Das Dreifelderwappen stellt einen Bezug dar, dass zu Kirchdorf die Ortschaften Scharringhausen und Kuppendorf-Heerde gehören. Die goldene Kirche symbolisiert, dass Kirchdorf Mitte des 13. Jahrhunderts über den Kirchenbau den Ortsnamen erhalten hat. Die drei Pflugschare auf goldenem Grund symbolisieren die rein landwirtschaftlich geprägten Dörfer Kirchdorf, Scharringhausen, Kuppendorf-Heerde und die Treue zur Scholle. Gleichzeitig wird hiermit die Mitgliedschaft zur Samtgemeinde zum Ausdruck gebracht, da Kirchdorf mit der Pflugschar im Samtgemeindewappen vertreten ist. Der wellenförmige Schrägbalken symbolisiert den Durchfluss der Aue durch das Gemeindegebiet Kirchdorf. Die Brunnenschale mit der sprudelnden Quelle symbolisiert, dass 1726 die Heilquellen von Kirchdorf amtlich anerkannt wurden und circa 100 Jahre im Dienste kranker Menschen geflossen sind. Heutige Quellen speisen zum Teil die Becken der Badeanstalt.

## Kultur und Sehenswürdigkeiten

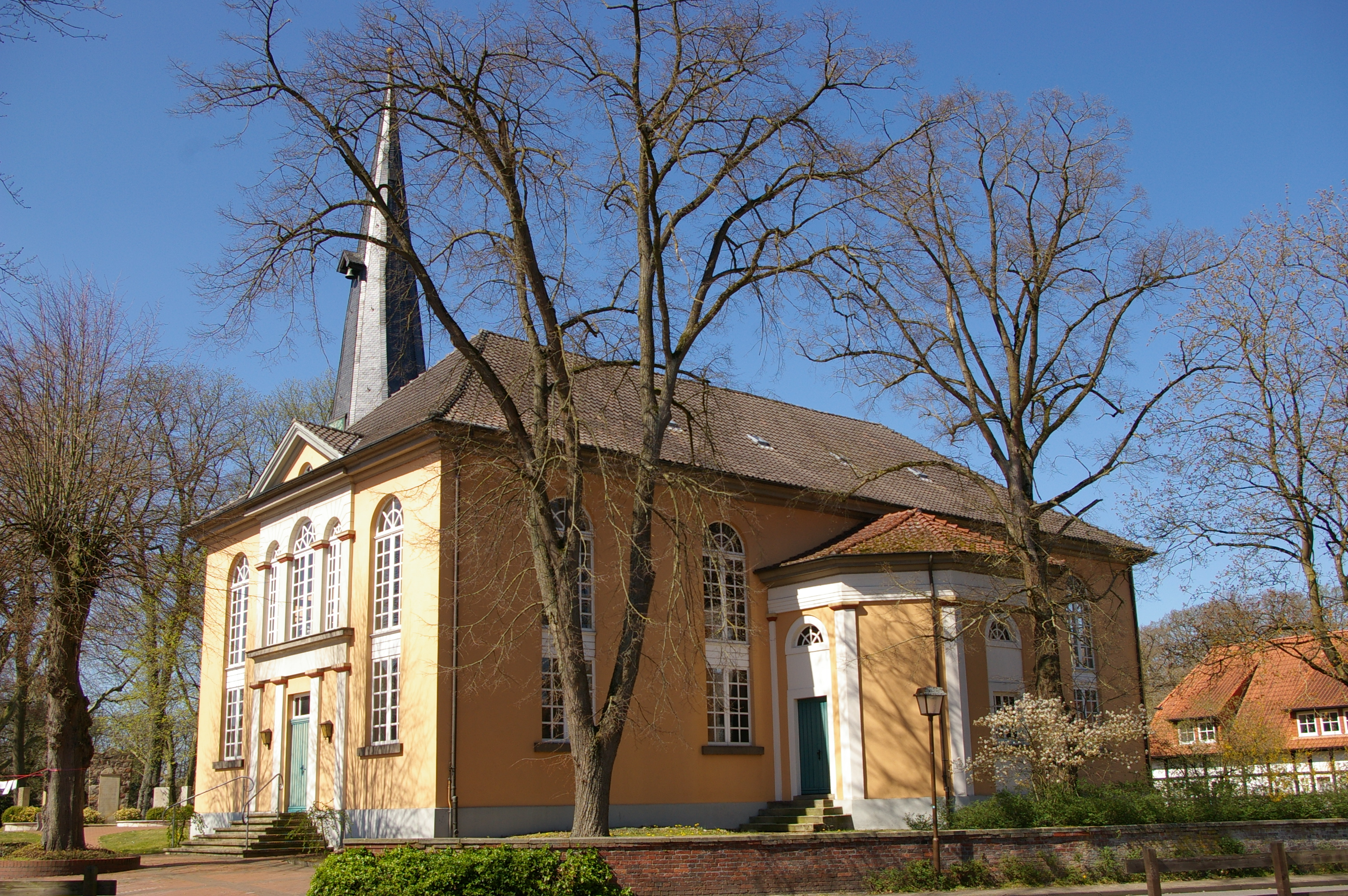
Nikolai-Kirche

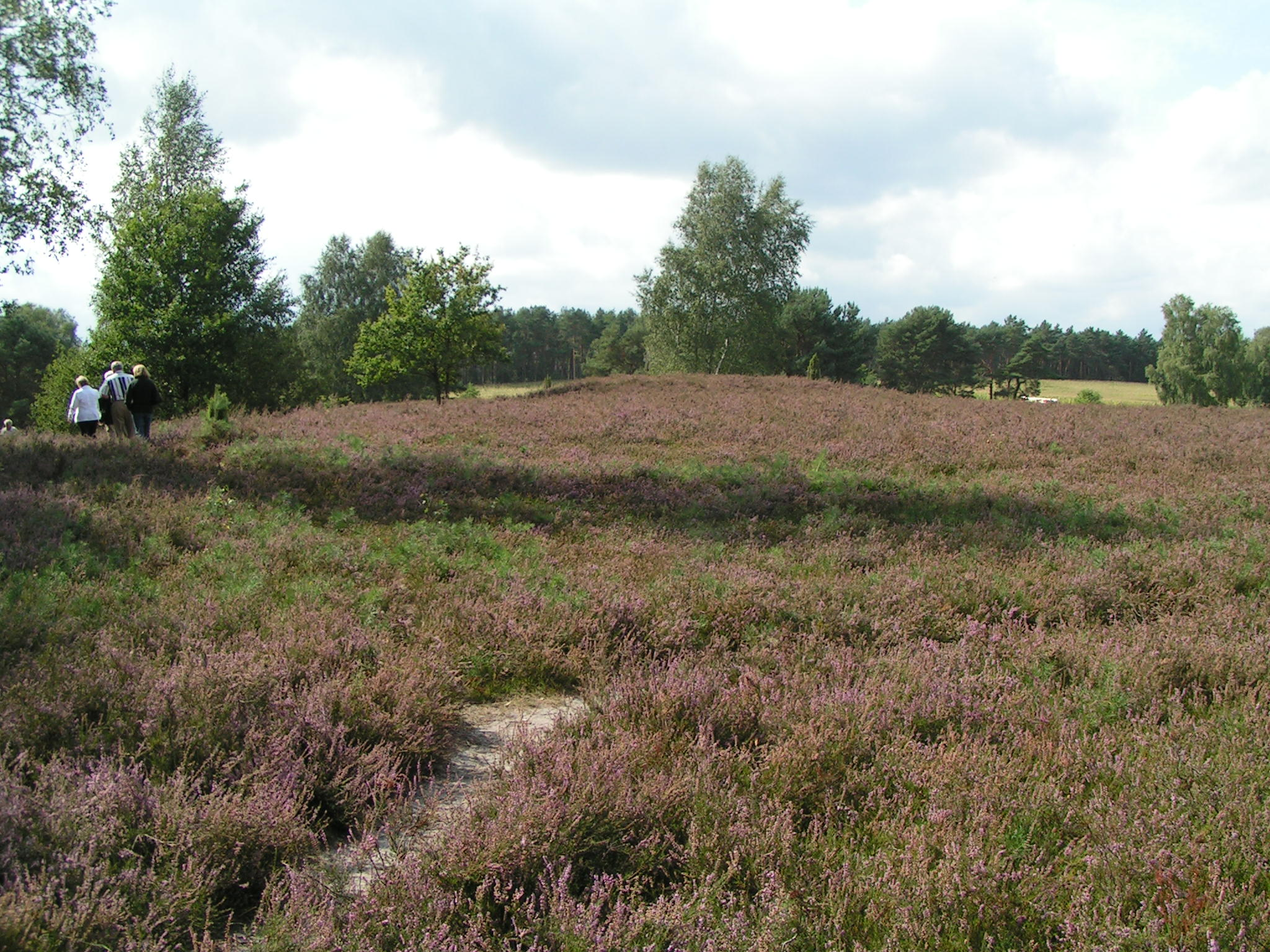
Kirchdorfer Heide

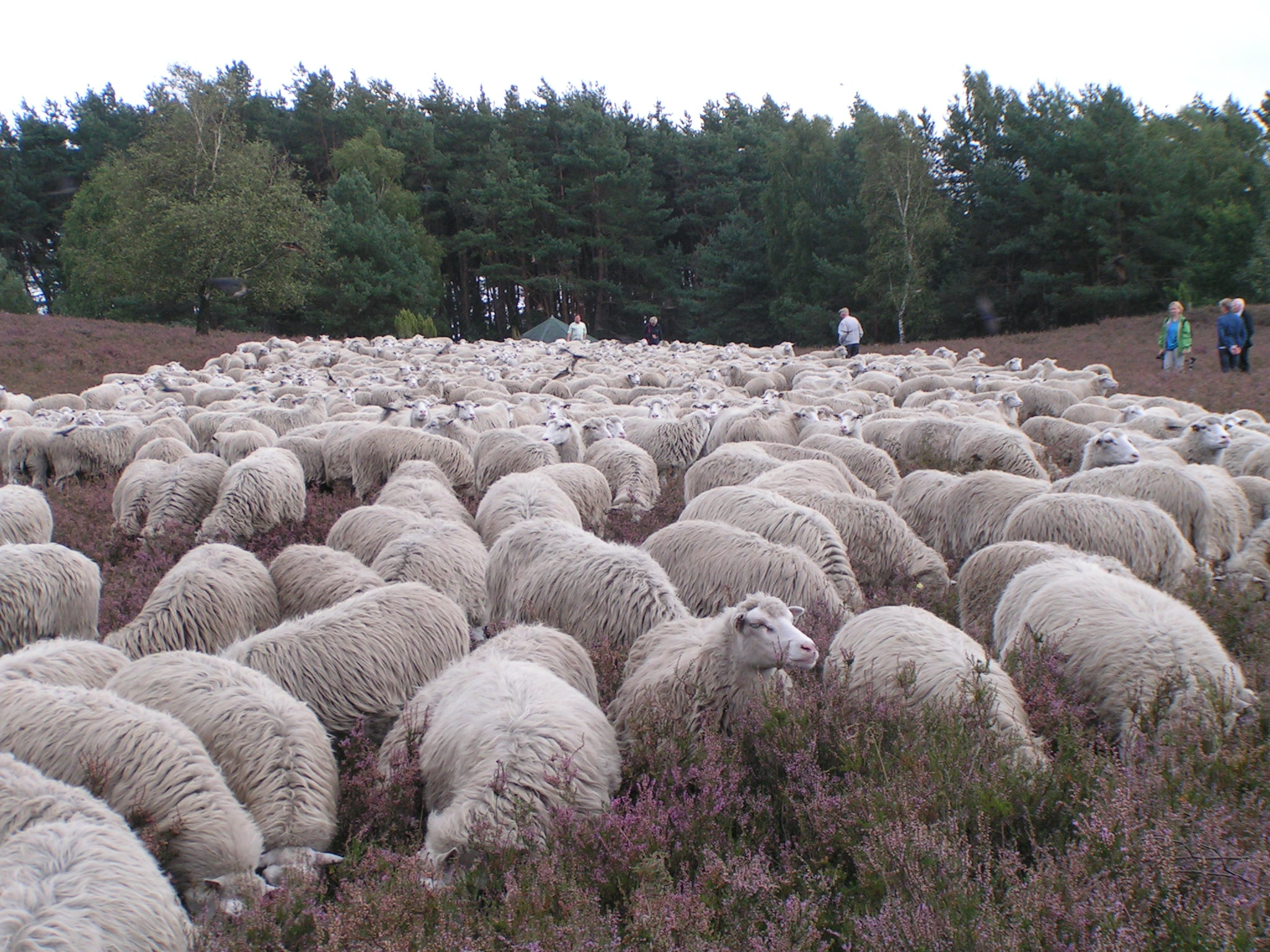
Moorschnuckenherde auf der Kirchdorfer Heide

### Bauwerke
In der Liste der Baudenkmale in Kirchdorf sind fünf Baudenkmale aufgeführt, darunter die klassizistische St.-Nikolai-Kirche. Sie ist Mittelpunkt eines Kirchspiels mit sechs Dörfern: Bahrenborstel, Holzhausen, Kirchdorf, Kuppendorf, Scharringhausen und Woltringhausen.

### Grünflächen, Naherholung und Sonstiges
Im Südosten der Gemeinde befindet sich neben der Kuppendorfer Straße eine große zusammenhängende Heidefläche, die Kirchdorfer Heide. Der Fortbestand der Kirchdorfer Heide wird durch eine Moorschnuckenherde gewährleistet, die einen übermäßigen Bewuchs mit Bäumen und Sträuchern verhindert. An den Rändern der Gemeinde befinden sich mehrere Hochmoore. Im Wettbewerb „Unser Dorf hat Zukunft“ belegte Kirchdorf 2008 im Landkreis Diepholz den 2. Platz.

## Bildung
Kirchdorf ist Standort einer Grundschule (ehemals mit einer Außenstelle in Bahrenborstel). Alle Kinder aus der Samtgemeinde können im Anschluss an die Grundschulzeit die Oberschule Varrel oder das Gymnasium Sulingen besuchen.